# Mark Leno

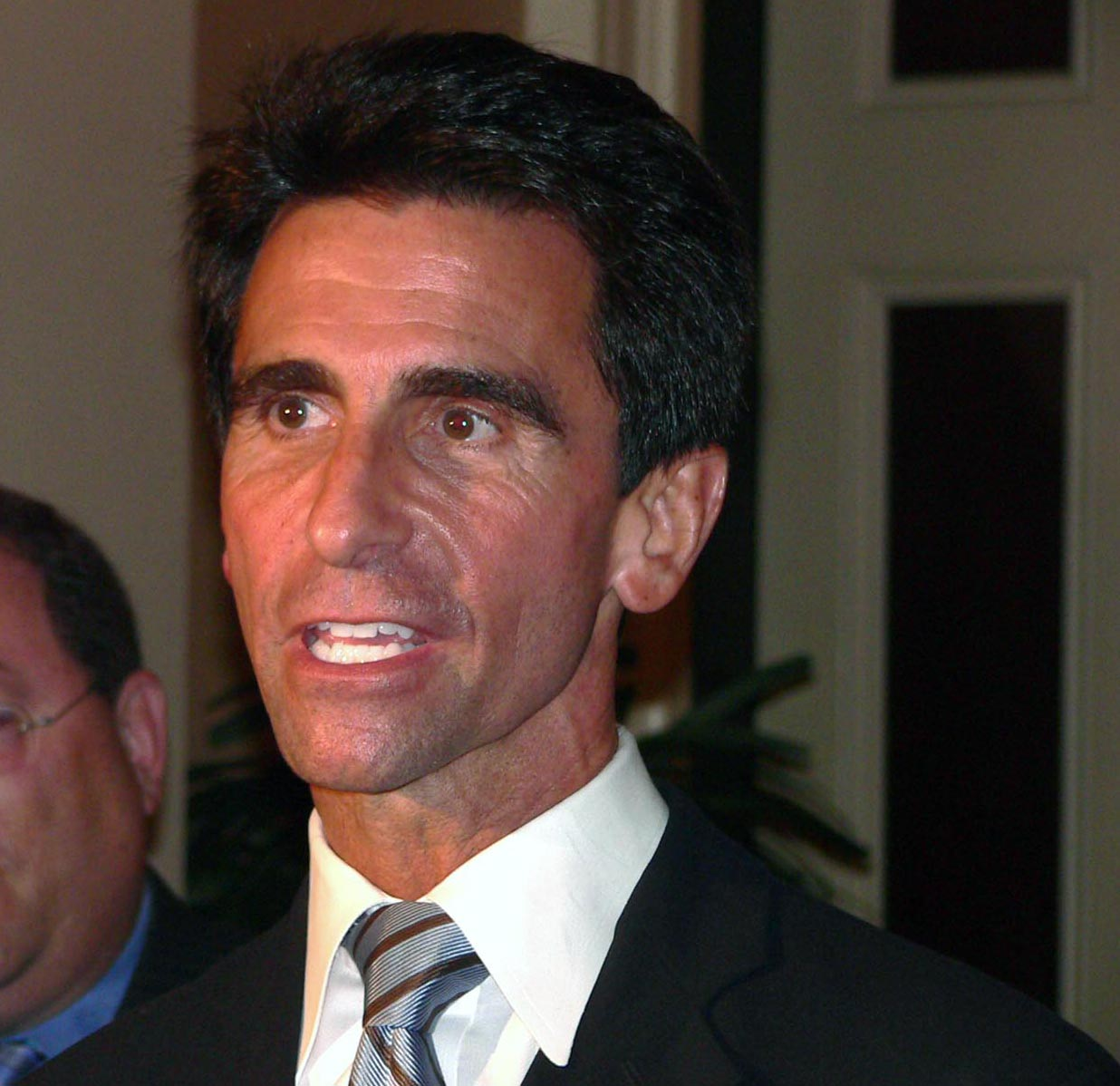
Mark Leno (2005)

Mark Leno (* 24. September 1951 in Milwaukee, Wisconsin) ist ein US-amerikanischer Politiker (Demokratische Partei). Er gehörte vom 1. Dezember 2008 bis November 2016 dem Senat von Kalifornien an.

## Ausbildung
Leno besuchte die University of Colorado in Boulder. Er wechselte anschließend auf das American College in Jerusalem, wo er seinen Bachelor in Kunst erwarb. In New York studierte er zwei Jahre lang am Hebrew Union College.

## Politische Karriere
1998 wurde Leno in das San Francisco Board of Supervisors gewählt. Ab dem Jahr 2002 gehörte er der California State Assembly an, in der er den Wahlbezirk 13 vertrat, der aus dem östlichen Teil San Franciscos besteht; 2004 und 2006 wurde er jeweils wiedergewählt. Nachdem er 2007 angekündigt hatte, bei den demokratischen Vorwahlen zum Staatssenat gegen Amtsinhaberin Carole Migden kandidieren zu wollen, setzte er sich dann auch durch und gewann bei der eigentlichen Wahl ebenfalls. Dem Senat von Kalifornien gehörte er bis November 2016 an. Sein Nachfolger im Wahldistrikt für den kalifornischen Senat wurde Scott Wiener.

### Gleichgeschlechtliche Ehen
2005 brachte Leno das Gesetz AB 849 ein, das gleichgeschlechtliche Ehen legalisieren sollte. Es war das erste Gesetz zu diesem Thema, das in den USA verabschiedet wurde. Es passierte beide Kammern der California State Legislature, scheiterte aber am Veto von Gouverneur Arnold Schwarzenegger.
Leno setzte seine Initiative 2007 mit dem Gesetz AB 43 fort, das die Religionsfreiheit und die Zivilehe schützen soll.

### Transgender-Rechte
Er setzte sich erfolgreich dafür ein, dass Diskriminierungen aufgrund des Identitätsgeschlechts in das kalifornische Anti-Diskriminierungsgesetz aufgenommen wurden.
Leno zeichnete die Transgender-Aktivistin Theresa Sparks als erste transsexuelle Frau als Frau des Jahres in Kalifornien aus.

## Privatleben
Leno gründete 1978 das Unternehmen Budget Signs, Inc. Er führte es später gemeinsam mit seinem Lebensgefährten, bis dieser 1990 an AIDS starb.

## Auszeichnungen
- 2004: Award of Courage der American Foundation for AIDS Research
- 2005: Scales of Justice Award der California Attorneys For Criminal Justice
- 2006: Sheila Kuehl Trail Blazer Award des Stonewall Democratic Club in Los Angeles
- 2006: Lazarus Award for Marriage Equality
- 2006: Mentor of the Year der California Young Democrats
- 2006: Herman Humanitarian Award des Temple Beth Chayim Chadashim